# Fordsville
Fordsville är en ort i Ohio County, Kentucky, USA. År 2000 hade orten 531 invånare. Den har enligt United States Census Bureau en area på 1,2 km², allt är land.